# Les Bidochon internautes
Pour les articles homonymes, voir Internaute.
Les Bidochon internautes est le dix-neuvième album de la série Les Bidochon créée par Christian Binet, paru en 2008.

## Synopsis
Robert et Raymonde, bien décidés à continuer leur entrée dans le XXIe siècle, s'initient aux joies d’Internet. Toutes les agréables surprises de l'informatique s'offrent à nos deux sympathiques et modernes Français : monter (et allumer) l'ordinateur, les premiers mails, les recherches par mots-clés, les spams.

## Commentaires.
- Robert comprend qu’au moindre problème, il faut appeler Line. Raymonde voit d’un très mauvais œil cette Hot Line (« chaude Line »).
- Une fois encore, le fantastique fait irruption dans Les Bidochon.

## Couverture
Robert médite devant son PC, d'où sortent des dizaines de fils avec Raymonde à l'arrière compulsant le manuel.